# Condylostylus coloradensis
Condylostylus coloradensis är en tvåvingeart som beskrevs av Van Duzee 1932. Condylostylus coloradensis ingår i släktet Condylostylus och familjen styltflugor.
Artens utbredningsområde är Nebraska. Inga underarter finns listade i Catalogue of Life.